# Aimée Mortimer
Pour les articles homonymes, voir Mortimer.
 (mai 2010).
Si vous disposez d'ouvrages ou d'articles de référence ou si vous connaissez des sites web de qualité traitant du thème abordé ici, merci de compléter l'article en donnant les références utiles à sa vérifiabilité et en les liant à la section « Notes et références ».
Aimée Mortimer née Aimée Irène Strasburger-Mortimer le 19 octobre 1901 à Paris et morte le 13 avril 1978 dans le 16e arrondissement de la même ville, est une chanteuse lyrique française de l'opéra comique des années 1920-1930 et animatrice de télévision des années 1950-1960.

## Biographie
Elle débute en 1927 à l'Opéra Comique et participe à de nombreuses créations, Madame Butterfly  (dans le rôle titre) où elle obtient un succès considérable. La vie de Bohème  (rôle de Mimi en 1929, Virginie en 1930, etc.
En 1931, elle interprète le rôle de Winnie Blandon dans le Scarabée bleu à la Gaité lyrique.
Toujours en 1931, elle participe à la création à l'Opéra de Paris de l'opéra Guercœur d'Albéric Magnard où elle interprète le rôle de la deuxième illusion de gloire.
En 1933, elle est la Princese Laya dans Fleur d'Hawaï à l'Alhambra. En 1934, elle enregistre chez Salabert avec Pierre Darmant la Plus Belle Perle du monde et C'est toi, toi, toi.
Plus tard, elle fut une productrice et présentatrice de la télévision française dans les années 1950 et 1960.
Elle anima notamment l'émission L’École des vedettes où une ou un artiste parrainait un jeune chanteur. C'est dans cette émission que Johnny Hallyday, alors âgé de 17 ans, est apparu pour la première fois à la télévision en 1960, parrainé par Line Renaud.
Réputée pour sa culture musicale, sa beauté stricte, son style élégant et sa ressemblance avec Marlène Dietrich, Aimée Mortimer a également joué un petit rôle dans le film Le Baron de l'écluse en 1960, avec Jean Gabin.
Elle était la tante de Laurent Fabius, celui-ci étant le fils de sa sœur Louise. Elle était la mère de Michèle Manceaux, écrivain et journaliste.
Elle a produit avec Jean Le Poulain en 1971 La Périchole de Jacques Offenbach avec Jane Berbié, Jean Le Poulain, Michel Caron et Roger Carel.
Aimée Mortimer réalisera des émissions jusqu'à la fin de sa vie. Quelques semaines avant sa mort, elle terminait le tournage d'une superbe illustration musicale sur Les Quatre Saisons de Vivaldi.
Un bel hommage intitulé Bonsoir Aimée lui a été rendu dans une émission réalisée par Bernard Deflandre le 5 juillet 1985.
Elle est inhumée au cimetière du Montparnasse (division 28).

## Filmographie
- 1960 : Le Baron de l'écluse de Jean Delannoy : Gabrielle Bonnetang
- 1962 : L'inspecteur Leclerc enquête (épisode Des huîtres pour l'inspecteur), réalisation de Marcel Bluwal

## Émissions de télévision
- 1956-63 : L’École des vedettes
- 1964 : Le Miroir à trois faces : Werther (de Wolfgang Goethe).
- 9 juillet 1964 : Les Duos célèbres : La Tosca[3]
- 1965 : Le Miroir à trois faces : La Vie de bohème (d'Henry Murger), réalisation de Maurice Cazeneuve.
- 1970 : Au fil des jours : Voici des fruits… des fleurs…, émission d'Aimée Mortimer, réalisation de Yannick Andréi
- L'École des vedettes, diffusé de 1956 à 1963 sur RTF Télévision et à la radio sur Paris Inter
- Portrait d'une Étoile - série d'émissions sur des danseurs de l'opéra
- 1977 : Jean et Thérèse, avec Jean Babilée, réalisation de Dirk Sanders.